# Установа за неговање културе „Срем”
Установа за неговање културе „Срем” је друштвена организација у области културе, просвете и образовања, науке, уметности и стваралаштва. Налази се у улици Вука Караџића 10, у Сремској Митровици.

## Историјат
Основана је 11. септембра 2003. године, у циљу обједињавања активности од великог значаја за развој аматеризма, очувања традиције града, околине и целог региона и неговање културе националних мањина и подржавање културне делатности удружења грађана и свих других група и секција, којима су различити облици уметности потка и смисао постојања.
У току календарске године, у складу са својим планом и програмом, прате све конкурсе из ликовне, књижевне, музичке и других области, као и оне за остварења уметничке личности, појединаца и институција на подручју Града Сремске Митровице. Године 2004. су организовали Фестивал беседништва. Циљ им је промовисање уметности и подстицање индивидуалне надарености.
У оквиру издавачке делатности, издаје Часопис за науку, уметност и културу „Сунчани Сат”, основан 1992. године. Штампа се једном годишње (просек хиљаду примерака) и бави се неговањем културно–историјске баштине Сремске Митровице и целог Срема. Организује и промоције прозних и поетских остварења и изложбе слика. Добитник је Повеље „Капетан Миша Анастасијевића” 2011. за очување и неговање културног наслеђа у Срему.